# Мерріллан (Вісконсин)
Мерріллан (англ. Merrillan) — селище (англ. village) в США, в окрузі Джексон штату Вісконсин. Населення — 562 особи (2020).

## Географія
Мерріллан розташований за координатами 44°27′2″ пн. ш. 90°50′4″ зх. д. / 44.45056° пн. ш. 90.83444° зх. д. (44.450575, -90.834467).  За даними Бюро перепису населення США в 2010 році селище мало площу 3,48 км², з яких 3,27 км² — суходіл та 0,21 км² — водойми.

### Клімат
| Клімат : Мерріллан    | Клімат : Мерріллан | Клімат : Мерріллан | Клімат : Мерріллан | Клімат : Мерріллан | Клімат : Мерріллан | Клімат : Мерріллан | Клімат : Мерріллан | Клімат : Мерріллан | Клімат : Мерріллан | Клімат : Мерріллан | Клімат : Мерріллан | Клімат : Мерріллан | Клімат : Мерріллан |
| Показник              | Січ.               | Лют.               | Бер.               | Квіт.              | Трав.              | Черв.              | Лип.               | Серп.              | Вер.               | Жовт.              | Лист.              | Груд.              | Рік                |
| Середній максимум, °C | −3,9               | −1,1               | 5,6                | 14,4               | 21,7               | 26,1               | 28,9               | 27,8               | 22,8               | 16,1               | 6,1                | −1,7               | 13,9               |
| Середній мінімум, °C  | −16,7              | −15                | −8,3               | −0,6               | 5,6                | 11,1               | 13,3               | 12,2               | 7,8                | 1,7                | −5                 | −12,8              | −0,6               |
| Норма опадів, мм      | 25                 | 25                 | 46                 | 71                 | 99                 | 112                | 94                 | 99                 | 97                 | 58                 | 46                 | 30                 | 798                |
| Днів з опадами        | 7                  | 5                  | 7                  | 9                  | 10                 | 10                 | 9                  | 9                  | 9                  | 8                  | 7                  | 6                  | 96                 |
| --------------------- | ------------------ | ------------------ | ------------------ | ------------------ | ------------------ | ------------------ | ------------------ | ------------------ | ------------------ | ------------------ | ------------------ | ------------------ | ------------------ |
| Джерело: Weatherbase  |                    |                    |                    |                    |                    |                    |                    |                    |                    |                    |                    |                    |                    |

## Демографія
Згідно з переписом 2010 року, у селищі мешкали 542 особи в 241 домогосподарстві у складі 152 родин. Густота населення становила 156 осіб/км².  Було 318 помешкань (91/км²).
Расовий склад населення:
| - 86,5 % — білих - 2,6 % — корінних американців - 0,4 % — вихідців з тихоокеанських островів - 0,2 % — азіатів - 6,1 % — осіб інших рас |

До двох чи більше рас належало 4,2 %. Частка іспаномовних становила 6,8 % від усіх жителів.
За віковим діапазоном населення розподілялося таким чином: 21,4 % — особи молодші 18 років, 58,3 % — особи у віці 18—64 років, 20,3 % — особи у віці 65 років та старші. Медіана віку мешканця становила 44,9 року. На 100 осіб жіночої статі у селищі припадало 92,9 чоловіків;  на 100 жінок у віці від 18 років та старших — 88,5 чоловіків також старших 18 років.
Середній дохід на одне домашнє господарство  становив 40 447 доларів США (медіана — 35 417), а середній дохід на одну сім'ю — 48 468 доларів (медіана — 44 348). Медіана доходів становила 36 518 доларів для чоловіків та 25 391 долар для жінок. За межею бідності перебувало 19,0 % осіб, у тому числі 26,4 % дітей у віці до 18 років та 9,0 % осіб у віці 65 років та старших.
Цивільне працевлаштоване населення становило 322 особи. Основні галузі зайнятості: мистецтво, розваги та відпочинок — 25,5 %, освіта, охорона здоров'я та соціальна допомога — 16,5 %, виробництво — 15,8 %.